# Tony Lee
Tony Lee (* 23. Juli 1934 in London als Anthony Leedham Lee; † 2. März 2004 in Esher) war ein britischer Jazzpianist.

## Leben und Wirken
Lee war als Pianist Autodidakt. Nach seinem Militärdienst, den er teilweise in Deutschland ableistete, wandte er sich der Musik zu. Sein Trio mit Bassist Tony Archer spielte seit Mitte der 1960er Jahre, zuletzt als Haustrio im Bull’s Head. Ende der 1960er Jahre war er Mitglied des Quintetts von Phil Seamen und war an dessen Alben Phil Seamen Now! . . . Live! (1968) und Phil Seamen Meets Eddie Gomez (1968) beteiligt. Sein Solodebüt Electric Piano (1971) wurde mit dem Werk von Burt Bacharach verglichen. Während der 1970er Jahre spielte er in der von Jack Parnell gegründeten Allstar-Band „The Best of British Jazz“ mit Don Lusher, Kenny Baker, Betty Smith und Tony Archer, die bis 1985 bestand. Ferner arbeitete er mit Tommy Whittle, Terry Smith, Tubby Hayes und Dick Morrissey sowie mit Tom Jones und mit Dusty Springfield. Er begleitete auch amerikanische Jazzmusiker wie Barney Kessel, Sonny Stitt und Eddie Lockjaw Davis.

## Diskographische Hinweise
- Tony Lee Trio (British Jazz Artists Vol. 1) (1976)
- Street of Dreams (1979)
- Hey There (1992)
- The Tony Lee Trio Live at the Station (2002)

## Lexigraphische Einträge
- Richard Cook: Jazz Encyclopedia, London: Penguin 2005, ISBN 978-0-14-100646-8